# Kademlia
Kademliaは Petar Maymounkov、Ben Jonston、Perry StillerおよびDavid Mazieresにより設計された分散 ピアツーピアコンピュータネットワークのための分散ハッシュテーブルである。Kademliaはネットワーク構造およびノード検索による情報の送受信を規定している。KademliaのノードはUDPにより相互に通信を行う。
参加ノードにより仮想的なオーバーレイ・ネットワークが形成される。各ノードはノードIDと呼ばれる番号で管理されている。ノードIDはノードの識別に用いるだけでなく、KademliaアルゴリズムではノードIDにより値を抽出するために使われる。この値は通常ファイルのハッシュ値やキーワードである。実際には、ノードIDはファイルハッシュへの直接的なマッピングを与え、そのノードはファイルやリソースを取得する対象
ある値を検索する際、このアルゴリズムではそれに割り当てられたキーの情報が必要となり、ネットワークを数ステップかけて探索する。各ステップにおいて、よりキーに近いノードが発見され、最終的に該当するノードが値を返すか、それ以上近いノードがない状態となる。これは非常に効率が良く、他の多くの分散ハッシュテーブルのようにKademliaは{\displaystyle n}ノードのシステムにおいて検索の間に合計{\displaystyle O(\log(n))}ノードへの通信を行う。(ランダウの記号参照)
分散化された構造にはDoS攻撃に対する耐性が明確に向上するという利点がある。たとえあるノード集合へのアクセスが飽和しても、ネットワーク全体の可用性に及ぼす影響は限定的であり、これらの「穴」を避けてネットワークが回復される。